# 9567 Surgut
9567 Surgut è un asteroide della fascia principale. Scoperto nel 1987, presenta un'orbita caratterizzata da un semiasse maggiore pari a 2,3711622 UA e da un'eccentricità di 0,2113403, inclinata di 2,69354° rispetto all'eclittica.